# 安·班克罗夫特
安·班克罗夫特（Ann Bancroft，1955年9月29日—）是一位美国作家、教师、探险家和公众演说家。她是第一位完成多次北极地区和南极地区探险的女性。她于1995年入选国家女性名人堂。

## 生平
班克罗夫特出生于明尼苏达州门多塔高地，在圣保罗长大。她在五六年级时在肯尼亚度过了两年。她8岁时就开始带领小伙伴探险，当时她说服堂兄弟们加入了她的后院探险队。班克罗夫特从小就患有失讀症，但她还是从高中毕业并被俄勒冈大学录取，并于1981年获得体育学位。班克罗夫特还是位于明尼苏达州伊利的基督教青年会维吉瓦甘营的工作人员。她还在明尼苏达州的圣保罗和明尼阿波利斯教授体育和特殊教育。后来她成为明尼阿波利斯（克拉拉巴顿开放学校）和圣保罗的一名野外教练和体育老师。
班克罗夫特于1991年创立了安·班克罗夫特基金会。安·班克罗夫特基金会支持荒野调查小组，班克罗夫特目前在荒野调查小组任教。荒野调查小组允许个人和家庭进行户外探险，探险活动对所有能力水平的人开放。班克罗夫特目前与丽芙·阿内森共同拥有一家勘探公司--班克罗夫特阿内森探索。班克罗夫特一直在印度恒河探险，穿越格陵兰岛，前往北极，穿越南极。

## 探险活动
1986年，班克罗夫特为了参加“威尔斯·蒂格国际北极探险”而放弃了她的体育和特殊教育教职。在使用狗拉雪橇56天后，她与其他五名队员一起抵达了北极点。这使班克罗夫特成为第一位步行和乘坐雪橇到达北极点的女性。
她也是第一个穿越两极冰盖到达北极点和南极点的女性。1992年至1993年，班克罗夫特率领四名女子滑雪探险队前往南极；这支队伍成为第一次穿越冰层到达南极的全女性探险队。
2001年，班克罗夫特和挪威探险家丽芙·阿内森成为第一批滑雪穿越南极洲的女性。
2007年3月，班克罗夫特和丽芙·阿内森参加了一次穿越北冰洋的徒步旅行，以引起人们对全球变暖问题的关注。数百万儿童在网络上跟随这两位探险家一起探险。然而，据《华盛顿邮报》报道，“在丽芙·阿内森的三个脚趾被冻伤，并且极端寒冷的温度耗尽了他们一些电子设备中的电池之后，探险活动被取消。”
2017年，作为“获取水资源倡议系列”的一部分班克罗夫特率领一支队伍开始了恒河探险。恒河探险的目的是提高人们对清洁水的重要性以及废物将向下游流动的认识。这次探险是在1,500英里的航道上进行的为期60天的旅行。
班克罗夫特计划在2018年与阿内森和其他女性探险家一起沿着密西西比河航行。未来的探险将在各大洲进行。该倡议旨在鼓励儿童保护他们的水道，这是一种重要的资源。2018年，班克罗夫特将沿着2,320英里长的密西西比河划船。未来的旅行包括2019年的非洲、2021年的大洋洲、2023年的南美、2025年的欧洲和2027年的南极洲。

## 活动家
班克罗夫特是公开的双性恋。2006年，她公开反对明尼苏达州宪法修正案，该修正案禁止任何法律承认同性之间的婚姻或民事结合。
班克罗夫特还支持提高人们对取水、冬季热身挑战和全球变暖的认识。

## 成就
- 1986年成为第一个到达北极点的女性。[5]
- 1987年被《Ms. Magazine（英语：Ms. Magazine）》杂志评为年度女性。[5]
- 1992年率领队伍东西向穿越格陵兰。[5]
- 1992年成为第一位同时到达两极的女性。[5][17]
- 1992年-1993年率领第一支全女性队伍到达南极。[5]
- 1998年入选20世纪杰出女性。[5]
- 2001年，第二位（继丽芙·阿内森（英语：Liv Arnesen）之后）徒步穿越南极洲的女性。
- 2001年被《魅力杂志（英语：Glamour Magazine）》评为年度女性。[5]
- 2005年入选美国国家女性名人堂。[22]
- 曾试图与丽芙·阿内森再次远征北极，但2007年凍傷阻止了她们的脚步。[21]
- 2011年被评为历史上最伟大的极地探险家之一。[23]
- 2015年，与其他7名女性在恒河上完成了第一次水源地到出海口的探险，在60天内完成了1500英里的探险。[17][7]

## 书籍
- Bancroft, Ann & Nancy Loewen (2001). Four to the Pole! The American Women's Expedition to Antarctica, 1992–1993.  Linnet Books.
- Arnesen, Liv & Ann Bancroft with Cheryl Dahle (2003). No Horizon Is So Far: Two Women and Their Extraordinary Journey Across Antarctica. Da Capo Press. ISBN 0-7382-0794-2.[24] No Horizon Is So Far describes Ann Bancroft's and Lis Arnesen's 1,700 mile trek across Antarctica in 2000–2001.[24]  The nonfiction book won an Amelia Bloomer award in 2005.[25]
- Bancroft, Ann & Liv Arnesen (2003). Ann and Liz Cross Antarctica.  Da Capo Press.  ISBN 0-7382-0934-1.

## 延伸阅读
- Duncan, Joyce. . Portsmouth: Greenwood Publishing Group. 2010: 38–42. ISBN 9781280908699.